# Calceolaria aquatica
Calceolaria aquatica là một loài thực vật có hoa trong họ Calceolariaceae. Loài này được A.Braun & C.D.Bouché mô tả khoa học đầu tiên năm 1852.